# NGC 4673
NGC 4673 é uma galáxia elíptica (E1) localizada na direcção da constelação de Coma Berenices. Possui uma declinação de +27° 03' 40" e uma ascensão recta de 12 horas, 45 minutos e 34,7 segundos.
A galáxia NGC 4673 foi descoberta em 6 de Abril de 1785 por William Herschel.